# Shitsuren, Arigato
"Shitsuren, Arigato" (失恋、ありがとう, "Obrigado pela mágoa") é o 57º single do grupo ídolo japonês AKB48. Foi lançado no Japão pela King Records em 18 de março de 2020, em quatro versões . Ele estreou no número um no Oricon Singles Chart e na Billboard Japan Hot 100, com mais de 1,4 milhão de cópias vendidas em sua primeira semana, tornando-os o primeiro ato a superar um milhão de cópias em sua primeira semana naquele ano. 

## Desempenho comercial
"Shitsuren, Arigato" é o 44º single consecutivo do AKB48 a estrear no número um. É o primeiro single de 2020. 

## Lista de músicas
Todas as letras escritas por Yasushi Akimoto, todas as músicas compostas por Ryo Murakami.
| Tipo A         | |                 |         |  |
| N.º            | Título | Música          | Duração |  |
| 1.             | "Shitsuren, Arigatō (失恋、ありがとう; Obrigado pela mágoa)"                                                     | Makoto Wakatabe | 4:37    |  |
| 2.             | "Mata Aeru Hi Made (また会える日まで; Até o dia em que poderemos nos encontrar novamente) Minami Minegishi solo" |                 | 4:01    |  |
| 3.             | "Shitsuren, Arigatō (off vocal version)"                                                                         |                 | 4:37    |  |
| 4.             | "Mata Aeru Hi Made (off vocal version)"                                                                          |                 | 4:01    |  |
| Duração total: | Duração total:                                                                                                   | Duração total:  | 17:16   |  |

| Tipo B         |                                                                          |                 |         |  |
| N.º            | Título                                                                   | Música          | Duração |  |
| 1.             | "Shitsuren, Arigatō (失恋、ありがとう; Obrigado pela mágoa)"             | Makoto Wakatabe | 4:37    |  |
| 2.             | "Omoide My Friend (思い出マイフレンド; Memórias Meu Amigo) (1st Campus)" |                 | 4:53    |  |
| 3.             | "Shitsuren, Arigatō (off vocal version)"                                 |                 | 4:37    |  |
| 4.             | "Omoide My Friend (off vocal version)"                                   |                 | 4:53    |  |
| Duração total: | Duração total:                                                           | Duração total:  | 19:00   |  |

| Tipo C         |                                                              |                 |         |  |
| N.º            | Título                                                       | Música          | Duração |  |
| 1.             | "Shitsuren, Arigatō (失恋、ありがとう; Obrigado pela mágoa)" | Makoto Wakatabe | 4:37    |  |
| 2.             | "Jitabata (ジタバタ; Agitando) (Team 8)"                     |                 | 4:36    |  |
| 3.             | "Shitsuren, Arigatō (off vocal version)"                     |                 | 4:37    |  |
| 4.             | "Jitabata (off vocal version)"                               |                 | 4:36    |  |
| Duração total: | Duração total:                                               | Duração total:  | 18:26   |  |

| Edição de Teatro |                                                              |                 |         |  |
| N.º              | Título                                                       | Música          | Duração |  |
| 1.               | "Shitsuren, Arigatō (失恋、ありがとう; Obrigado pela mágoa)" | Makoto Wakatabe | 4:37    |  |
| 2.               | "Aisuru Hito (愛する人; A pessoa que eu amo)"                |                 | 5:16    |  |
| 3.               | "Shitsuren, Arigatō (off vocal version)"                     |                 | 4:37    |  |
| 4.               | "Aisuru Hito (off vocal version)"                            |                 | 5:16    |  |
| Duração total:   | Duração total:                                               | Duração total:  | 19:46   |  |

## Desempenho nas paradas musicais
| País — Tabela musical (2020) | Posição de pico |
| ---------------------------- | --------------- |
| Japão (Japan Hot 100)        | 1               |
| Japão (Oricon)               | 1               |

## Vendas e Certificações
| Região                                              | Certificação | Vendas    |
| --------------------------------------------------- | ------------ | --------- |
| Japão (RIAJ)                                        | Milhão       | 1,000,000 |
| *números de vendas baseados somente na certificação |              |           |